# Governatorato di Minsk
Il governatorato di Minsk, in russo Минская губерния?, era una gubernija dell'Impero russo. Il capoluogo era Minsk.
Il Governatorato di Minsk è stato creato nel 1793 con i territori acquisiti durante le Spartizioni della Polonia. La gubernija di Minsk è durata fino al 1921.

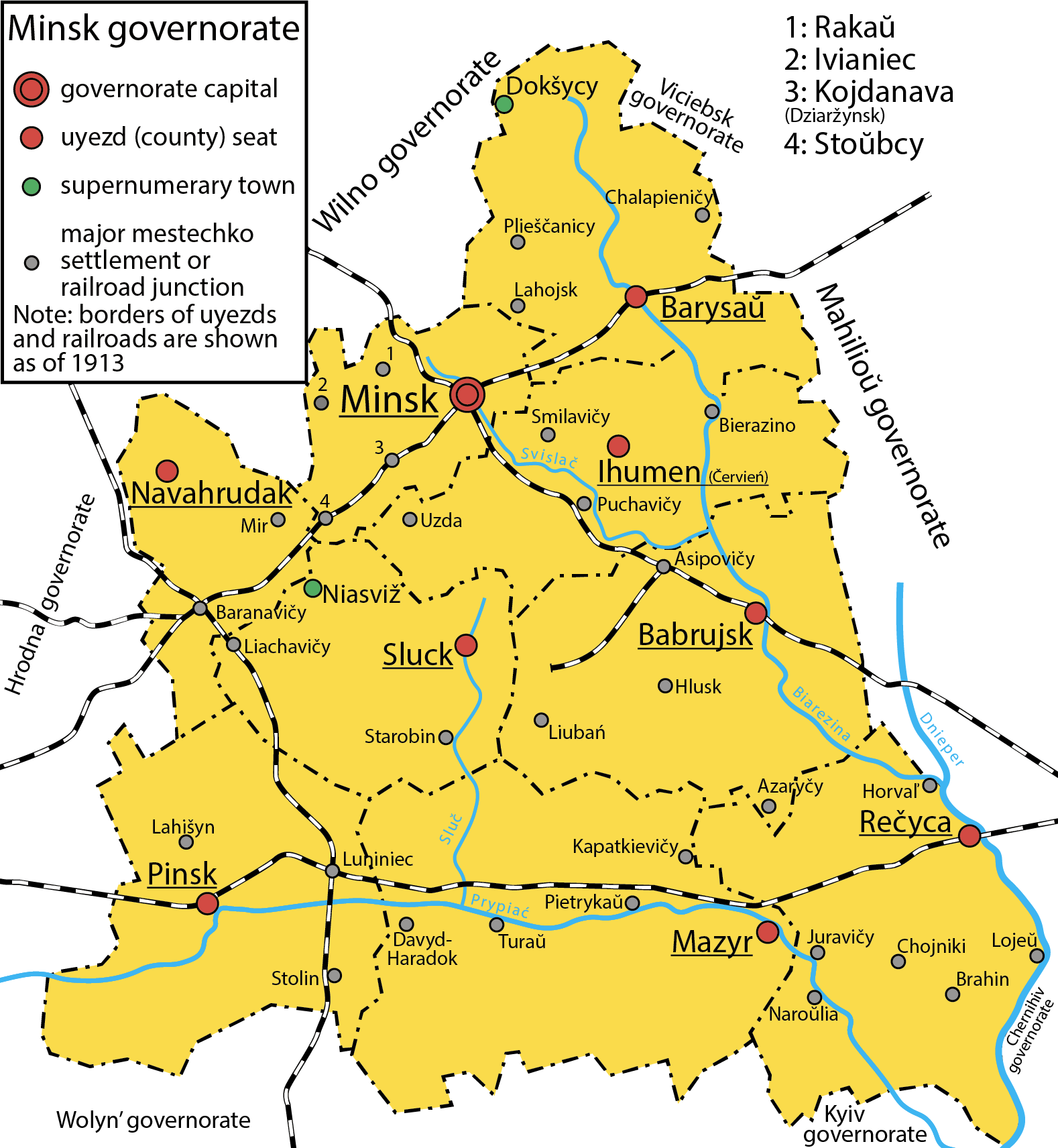